# Derby (Ohio)
Derby – jednostka osadnicza w Stanach Zjednoczonych, w stanie Ohio, w hrabstwie Pickaway.